# Formula di Tupper

Il grafico della formula di Tupper

La formula di Tupper è una disuguaglianza pubblicata nel 2001 da Jeffrey Allen Tupper.
La formula autoreferenziale, presente nell'articolo di SIGGRAPH relativo al software GrafEq, è la seguente:
{\displaystyle {{1} \over {2}}<\left\lfloor mod\left(\left\lfloor {y \over 17}\right\rfloor 2^{-17\left\lfloor x\right\rfloor -mod\left(\left\lfloor y\right\rfloor ,17\right)},2\right)\right\rfloor }
Il suo grafico, per {\displaystyle 0\leq x\leq 106} e {\displaystyle k\leq y\leq k+17} produce un'immagine della formula stessa, per {\displaystyle k={}}
```
96093937991895888497167296212785275471500433966012930665150551927170
28023952664246896428421743507181212671537827706233559932372808741443
07891325963941337723487857735749823926629715517173716995165232890538
22161240323885586618401323558513604882869333790249145422928866708109
61844960917051834540678277315517054053816273809676025656250169814820
83418783163849115590225610003652351370343874461848378737238198224849
86346503315941005497470059313833922649724946175154572836670236974546
1014655997933798537483143786841806593422227898388722980000748404719

```

La costante è in realtà un'immagine binaria. Dividendo il numero per 17, si ottiene che i bit formano una rappresentazione per colonne della matrice di pixel.